# Juan Ignacio Sabatini
Juan Ignacio Sabatini Mujica (Santiago, 1978) es un director y productor de cine y televisión chileno.

## Biografía
Hijo de Vicente Sabatini Downey y de Ana María Mujica Rizzardini.
Egresado de Comunicación Audiovisual de Duoc UC, con estudios de Postgrado en Dirección de Fotografía en la Escuela Superior de Cine y Audiovisuales de Cataluña en Barcelona y un diplomatura Pontificia Universidad Católica de Chile. 
Juan Downey: Más allá de estos muros es su primer largometraje documental basado en la vida de su tío abuelo paterno, Juan Downey. En el área de ficción ha colaborado con los destacados directores chilenos Ricardo Larraín y Nicolás Acuña. El año 2010 estrenó el exitoso documental Ojos rojos, pieza que codirige junto a Juan Pablo Sallato e Ismael Larraín.

## Filmografía
Director (series si no se específica el género)
- Matar a Pinochet (2020)
- La cacería: Las niñas de Alto Hospicio (2018)
- 12 días que estremecieron Chile (2017)
- Sitiados (2015)
- Zamudio (2015)
- Adictos al claxón (2013)
- Los archivos del cardenal (2011)
- Ojos rojos (documental, 2010)
- Juan Downey: Más allá de estos muros (documental, 2009)
- Cárcel de mujeres 2 (2008)

Productor
- Zamudio
- La cultura del sexo (serie-documental)
- Adictos al claxón
- Ojos rojos
- Juan Downey: más allá de estos muros

## Premios
- Premio Altazor (2012) a la Mejor dirección por Los archivos del cardenal.
- Premio Altazor (2013) a la Mejor dirección por Adictos al claxón.